# إدريان غونزاليس
إدريان غونزاليس (بالإنجليزية: Adrianne Gonzalez)‏ هي مغنية مؤلفة ومغنية وملحنة أمريكية، ولدت في 1977 في ميامي في الولايات المتحدة.

## وصلات خارجية
- إدريان غونزاليس على موقع ميوزك برينز (الإنجليزية)